# ظهور سی-۴۱

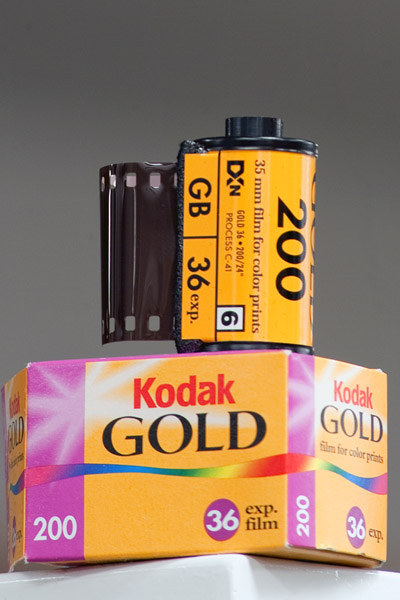
عکس از رول 36 عددی فیلم کداک، مدل Gold, ASA 200.

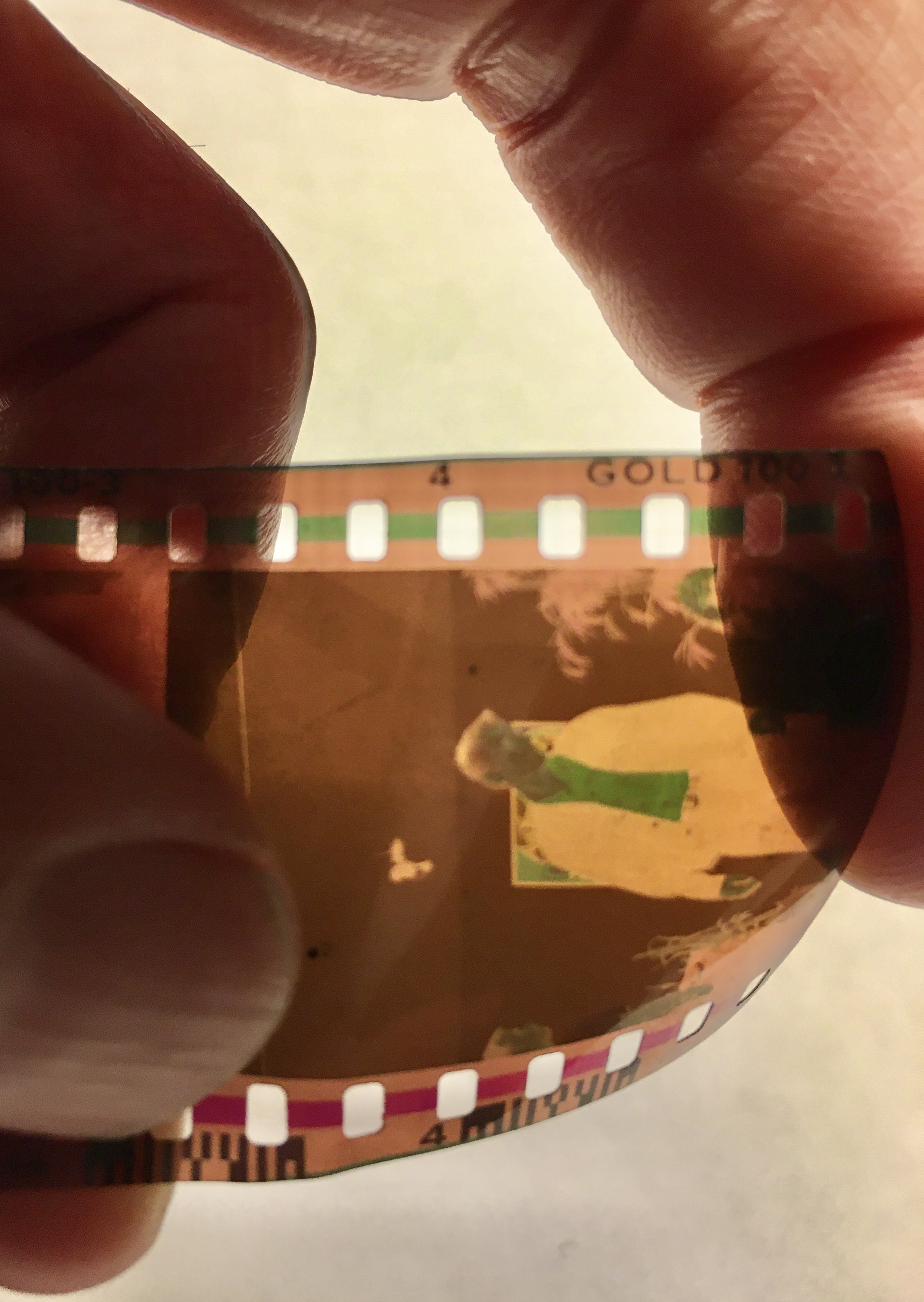
فیلم کوداکالر گولد ۱۰۰، نگاتیو اکسپوز و توسعه یافته، رنگ پایه نارنجی مشخص و رنگ‌های معکوس را نشان می‌دهد.

ظهور سی-۴۱،  یا همان فلکسی کالر (Flexicolor) مجموعه داروهایی است که از سال ۱۹۷۲ توسط شرکت کداک و با ظهور فیلم‌های کداکالر-2 (Kodacolor ii)، وری کالر-2 (Verico ii) و اکتاکالر پروفشنال (Ektacolor - Profssional) وارد بازار شد.
با ورود این دارو به بازار صنایع عکاسی، دیگر سازندگان فیلم‌های عکاسی را نیز بر آن داشت که فیلم‌های خود را بدان نوع طراحی کنند که با این دارو قابل ظهور شدن باشند. از این کارخانه‌ها به ترتیب می‌شود از: فوجی‌کالر، تری‌آم کالر پرینت، سیل‌کالر، توراکالر، نگراکالر و ساکورا را نامبرد. شرکت آگفا نیز بعد از این کارخانه‌ها به جمع تولیدکنندکان فیلم با قابلیت ظهور با فرمول C-41 پیوست.

## مزایا
قبلاً هر فیلمی با یک داروی مخصوص که سازنده توصیه می‌کرد قابل ظهور شدن بود، ولی این دارو همه فیلم‌ها را که به ترتیب توسط سازندگان مختلف ارائه شد، تحت پوشش قرار داد.

## مراحل ظهور
ظهور با داروی سی-۴۱  در هفت مرحله صورت می‌گیرد. بیشترین حساسیت دمایی ظهور با این دارو در مرحله اول یعنی ظهور رنگی است که ۰٫۱۴ درجه سانتیگراد تلورانس دارد.
مراحل ظهور به ترتیب:
1. ظهور رنگی
2. سفید کننده یا بلیج
3. شستشو
4. ثبوت
5. شستشو
6. پایدار کننده
7. خشک کردن

که جمعاً سی و هفت دقیقه و بیست ثانیه طول می‌کشد.